# Троицкое (Угличский район)
Троицкое — село в Угличском районе Ярославской области России, входит в состав Ильинского сельского поселения.

## География
Расположено в месте впадения речки Звениха в Устье в 6 километрах на юго-запад от центра поселения села Ильинского и в 29 километрах на юг от города Углича.

## История
Каменная Троицкая церковь построена в 1780 году на средства прихожан. Престолов в ней четыре: в настоящей холодной церкви главный престол - во имя Живоначальной Троицы; с южной стороны, в приделе ее, престол во имя Живописного Источника Пресвятой Богородицы и св. Алексия, митрополита Московского; в теплой трапезе: на правой стороне - престол во имя Архистратига Михаила; на левой стороне - престол во имя свят. Модеста, архиепископа Иерусалимского. 
В конце XIX — начале XX село входило в состав Ильинской волости Угличского уезда Ярославской губернии. 
С 1929 года село входило в состав Ильинского сельсовета Угличского района, в 1944 — 1959 годах — в составе Ильинского района, с 2005 года — в составе Ильинского сельского поселения.

## Население
| 1859 | 1914 | 2007 | 2010 |
| ---- | ---- | ---- | ---- |
| 212  | ↗270 | ↘12  | ↘9   |

## Достопримечательности
В селе расположена действующая Церковь Троицы Живоначальной (1780).